# Telêmaco Coriolano Pompei
Telêmaco Coriolano Pompei (Patrocínio do Muriaé, 19 de janeiro de 1919 - 9 de julho de 2005) foi um político brasileiro do estado de Minas Gerais. Foi deputado estadual na Assembleia Legislativa do Estado de Minas Gerais durante a 8ª legislatura (1975 - 1979).